# Journal d'errance d'un joueur de mah-jong
Pour plus de détails, voir Fiche technique et Distribution.
Journal d'errance d'un joueur de mah-jong (麻雀放浪記, Mahjong hōrōki) est un film japonais réalisé par Makoto Wada, sorti en 1984.

## Synopsis
À Tokyo, après la Seconde Guerre mondiale, un jeune désœuvré cherche à se faire un nom dans le monde du mah-jong.

## Fiche technique
- Titre : Journal d'errance d'un joueur de mah-jong
- Titre original : 麻雀放浪記 (Mahjong hōrōki?)
- Réalisation : Makoto Wada
- Scénario : Shin'ichirō Sawai et Makoto Wada d'après le roman de Tetsuya Asada
- Photographie : Shōhei Andō (ja)
- Musique : Tadao Takakuwa et Hikaru Ishikawa
- Décors : Shūji Nakamura
- Montage : Kiyoaki Saitō
- Production : Atsushi Mihori
- Société de production : Kadokawa Haruki Jimusho et Toei Tokyo
- Pays de production :  Japon
- Langue originale : japonais, anglais
- Genre : Drame
- Format : noir et blanc - 1,85:1 - 35 mm
- Durée : 109 minutes[1]
- Dates de sortie : 
  - Japon : 10 octobre 1984[1]

## Distribution
- Hiroyuki Sanada : Bōya Tetsu
- Shinobu Ōtake : Mayumi
- Takeshi Kaga : Dosa Ken
- Mariko Kaga : Mama
- Kaku Takashina : Deme Toku
- Ken'ichi Katō : Zegen no Tatsu
- Akira Nagoya : Jyoushū Tora
- Hideyo Amamoto : Hachimaki
- Chin : Orin
- Takashi Sasano : Suzuki
- Takashi Shikauchi : Teddy
- Katsuyuki Shinohara : Hage
- Ryōzen Yoshida : Chin Roku
- Tonbo Zushi : Soya

## Distinctions
Le film a été nommé pour onze Japan Academy Prizes et a reçu celui du meilleur second rôle masculin pour Kaku Takashina et celui du meilleur montage.